# Gianni D'Errico
Gianni D'Errico (Brindisi, 16 settembre 1948 – Ostuni, 7 settembre 1975) è stato un cantautore italiano.

## Biografia
Nasce a Brindisi nel 1948, ha due fratelli e una sorella, a diciassette anni si diploma ed inizia a partecipare a vari concorsi canori, nel 1968 fece un provino d'audizione presso la casa discografica RCA Italiana, ma non ebbe esito positivo. L'anno successivo partecipò al Festival di Castrocaro e superò tutte le selezioni. Arrivò alla prefinale del 30 settembre, durante la quale interpretò un suo brano intitolato L'ateo, che, censurato, non fu riproposto alla finalissima dell'11 ottobre 1969, dove si esibì con un altro suo brano Il fantoccio.
Stipulò un contratto con la Compagnia Generale del Disco (CGD), che lo scelse per interpretare due canzoni. L'arca di Noè e Occhi a mandorla nel 33 giri intitolato Sanremo '70 della CGD, canzoni presentate al festival rispettivamente da Sergio Endrigo ed Iva Zanicchi e da Rossano e Dory Ghezzi. Nel frattempo incise il suo primo 45 giri, nella facciata A interpretava il brano Mi stracci il cuore, mi stracci l'anima e in quella B Anima nera. Partecipò al Cantagiro, nel girone B, e al termine delle varie tappe si piazzò in settima posizione. 
Scrisse il brano Il sorriso, il paradiso insieme a Sergio Menegale che lo interpretò al Festival di Sanremo 1971 in coppia con la band The Wallace Collection.
Nel 1972 un suo brano Neve nel sole fu interpretato da Maria Clara Salmaso che lo presentò in un programma televisivo della RAI.
Nello stesso anno collaborò con l'autore Angelo De Luca ed incise il suo secondo 45 giri, questa volta con la casa discografica Ariston Records, che riportava sulla facciata A il brano La vestaglia e sul retro Precipitando verso Dio,trasmesse alla radio nazionale nei programmi Per voi giovani e Supersonic.
Nel 1973 incise il suo terzo 45 giri, che presentava i brani La casa di roccia (facciata A) e L'ultima esperienza (facciata B), anche queste canzoni, scritte insieme ad Angelo De Luca, erano trasmesse in alcuni programmi radiofonici come Alto gradimento e Popoff.
In quel periodo collaborò con Maurizio Vandelli, al quale lasciò interpretare un altro suo brano, intitolato Mercante senza fiori, stampato sia come 45 giri e facente parte del LP Sacrificio della band Equipe 84.
Nel 1975 Gilda Giuliani interpretò un suo brano Fammi entrare nell'anima, scritto insieme a Rita Sementilli, sempre in quell'anno pubblica il suo primo ed unico LP, intitolato Antico teatro da camera, che uscì alcuni mesi dopo la sua morte.
Muore a soli 26 anni il 7 settembre 1975 investito da un'automobile.

## Discografia

### Album in studio
- 1976 - Antico teatro da camera

### Singoli
- 1970 - Anima nera/Mi stracci il cuore mi stracci l'anima
- 1972 - La vestaglia/Precipitando verso Dio
- 1973 - L'ultima esperienza/La casa di roccia
- 1975 - Toccami/Delvish